# Marti Ke jezik
Marti Ke jezik (ISO 639-3: zmg; magati-ge, magadige, mati ke, magati gair) danas gotovo izumrli australski jezik kojim je govorilo još svega 10 osoba (2001 Alexander) u regiji Wadeye na Sjevernom teritoriju, Australija, koji se protezao južno od estuarija rijeke Moyle do Port Keata. Kao drugim jezikom njime se služi oko 50 ljudi.
Etnička populacija iznosi oko 100, ali su u upotrebi i drugi jezici, kao murrinh-patha [mwf], engleski ili kriol [rop]. Pripada bringenskoj podskupini jezika, porodica daly.

## Vanjske poveznice
- Ethnologue (14th)
- Ethnologue (15th)